# Merchant Colony
Merchant Colony est un jeu vidéo de simulation économique conçu par Simon Bradbury et publié par Impressions Games en 1991 sur IBM PC, Amiga et Atari ST. Le jeu se déroule au XVIIIe siècle. Le joueur y incarne un marchand qui cherche à s’enrichir en faisant du commerce avec le monde entier. Il dispose au début de la partie d’une somme d’argent avec laquelle il peut armer une flotte de navire marchand dont il peut choisir le type et l’équipage. Grâce à ces navires, il peut ensuite créer des colonies dont il doit faire prospérer l’agriculture et l’industrie.

## Système de jeu
Merchant Colony est un jeu de simulation économique qui se déroule au XVIIIe siècle et dans lequel le joueur navigue dans le monde entier afin de créer des colonies, de faire du commerce et de s’enrichir. Pour cela, il doit acheter et vendre des marchandises au meilleur prix en fonction des cours internationaux. Au début de la partie, le joueur se voit doter d’une somme d’argent qui lui permet d’armer une flotte de navire marchand. Il doit pour cela choisir entre trois types de bateaux, chacun avec leurs qualités et leurs défauts, et embaucher un équipage. Sept types d’hommes peuvent ainsi être recrutés : les colons, qui s’installent dans les colonies créées par le joueur et font prospérer son agriculture ; les soldats, qui protège les colonies ; les ouvriers, qui travaillent dans l’industrie ; les enseignants, qui empêche les révoltes indigènes en les éduquant ; les ingénieurs, qui construisent des ponts ; et enfin les explorateurs, qui explorent les terres inconnues afin d’y trouver des ressources à exploiter. 
Sur l’écran principal du jeu est affichée une carte de la zone colonisée, que le joueur peut faire défiler et sur laquelle il réalise la plupart de ses actions. Pour les voyages en bateau, il peut également passer par une carte du monde où il peut planifier l’itinéraire de sa flotte. Les navires peuvent être attaqué par des pirates, ce qui déclenche des combats qui peuvent être résolus automatiquement, ou via un mode de jeu spécifique. De la même manière, les colonies peuvent être attaquées par des autochtones ou par des nations concurrentes, mais aussi subir des catastrophes naturelles.

## Accueil
| Merchant Colony |      |       |
| Média           | Pays | Notes |
| Amiga Action    | RU   | 60 %  |
| Amiga Format    | RU   | 67 %  |
| CU Amiga        | RU   | 59 %  |
| Joystick        | FR   | 89 %  |